# Plagiotremus
Plagiotremus is een geslacht van straalvinnige vissen uit de familie van naakte slijmvissen (Blenniidae). Het geslacht is voor het eerst wetenschappelijk beschreven in 1867 door Gill.

## Soorten
- Plagiotremus azaleus (Jordan & Bollman, 1890)
- Plagiotremus ewaensis (Brock, 1948)
- Plagiotremus goslinei (Strasburg, 1956)
- Plagiotremus iosodon Smith-Vaniz, 1976
- Plagiotremus phenax Smith-Vaniz, 1976
- Plagiotremus rhinorhynchos (Bleeker, 1852)
- Plagiotremus spilistius Gill, 1865
- Plagiotremus tapeinosoma (Bleeker, 1857)
- Plagiotremus townsendi (Regan, 1905)
- Plagiotremus flavus Smith-Vaniz, 1976
- Plagiotremus laudandus (Whitley, 1961)